# Jacques Gohory
Jacques Gohory (né à Paris le 20 mars 1520, mort le 15 mars 1576) est un avocat, médecin et alchimiste français de la Renaissance.

## Biographie
Né dans une famille de la noblesse de robe, il fait ses études au collège Sainte-Barbe et devient avocat au parlement de Paris, comme son père, Pierre Gohory, sieur de la Tour et de Laval. 
De 1543 à 1556, il suivit la cour de François Ier dans le sillage du connétable Anne de Montmorency et du diplomate Odet de Selve.
Il est l'un des premiers introducteurs et défenseurs de la médecine et de la pensée de Paracelse (~1493-1541) en France. Il rédige le texte du Livre de la Conqueste de la Toison d'or (Paris, 1563), composé de vingt-six estampes de René Boyvin. Il est l'auteur sur le sujet d'un Compendium (1568) en 1567 sous le pseudonyme de Leo Suavius. En 1571, il fonde un « Lycium Philosophal », sorte d'académie privée de médecine.
Il est également l'auteur d'un des premiers traités sur le tabac, vu alors comme une plante médicinale : L'instruction sur l'herbe petum (1572).
Il est enfin le premier traducteur en français de Machiavel et aussi celui d'Amadis de Gaule.
Selon Emanuela Kretzulesco-Quaranta, Jacques Gohory fut responsable des éditions Jacques Kerver, à Paris. Il y publia Le Songe de Poliphile, à trois reprises, en 1546, 1554 et 1561. Il affirmait en avoir reçu le manuscrit, d’une version déjà ancienne, des mains d’un chevalier de Malte, dont il respectait l’anonymat.

### Œuvres
- L'Histoire de la terre neuve du Perù en l'Inde occidentale, qui est la principale mine d'or du monde, naguères descouverte et conquise, et nommée la Nouvelle Castille, traduitte d'italien en francoys (1545) .
- De usu et mysteriis notarum liber, in quo vetusta literarum et numerorum ac divinorum ex Sibylla nominum ratio explicatur Vinc. Sertenas, (1550). Kessinger Publishing, 2009, 98 p. sur Google livres.
- Les sept Livres de l'Art militaire de N. Machiavel, traduits de l'italien en latin par Morel et du latin en français par Gohorry, Paris, (1556).
- Livre de la Conqueste de la Toison d'or, par le Prince Jason de Tessalie : faict par figures avec exposition d'icelles, Paris, (1563).
- Instruction sur l'herbe epetume, ditte en France l'herbe de la royne, ou medicée, et sur la racine mechiocan... par Jacques Gohory. - Seconde partie contenant un brief traitté de la racine mechoacan, venue de l'Espagne nouvelle... traduit d'espagnol de Monardis, de Séville en françois par J. G. P. [Jacques Gohory] (1572).
- Le Livre de la fontaine périlleuse, avec la chartre d'amours, autrement intitulé le Songe du verger (1572).
- Discours responsif à celui d'Alexandre de la Tourrete sur les secrets de l'art chymique et confection de l'or potable faict en la défense de la philosophie et médecine antique contre la nouvelle paracelsique, par L.S.S. Leo Suavius Solitarius, pseudonyme de Jacques Gohory (1575).
- Theophrasti Paracelsi Philosophiae et medicinae utriusque universae compendium : Ex optimis quibuscumque ejus libris, cum scholiis in libros IIII ejusdem de vita longa, par Leo Suavius, pseudonyme de Jacques Gohory (1578).

### Études
- (en) Willis H. Bowen, Jacques Gohory (1520-1576), Ph. D. Thesis, Harvard University, Cambridge (Massacchussets), 1935. (thèse non publiée)
- Didier Kahn, « Le paracelsisme de Jacques Gohory », dans : Paracelse et les siens, actes du colloque international de Paris, 15-16 décembre 1994, Paris : La Table d’Émeraude, 1996 (ARIES no 19), p. 81-130.